# Danse en chaine

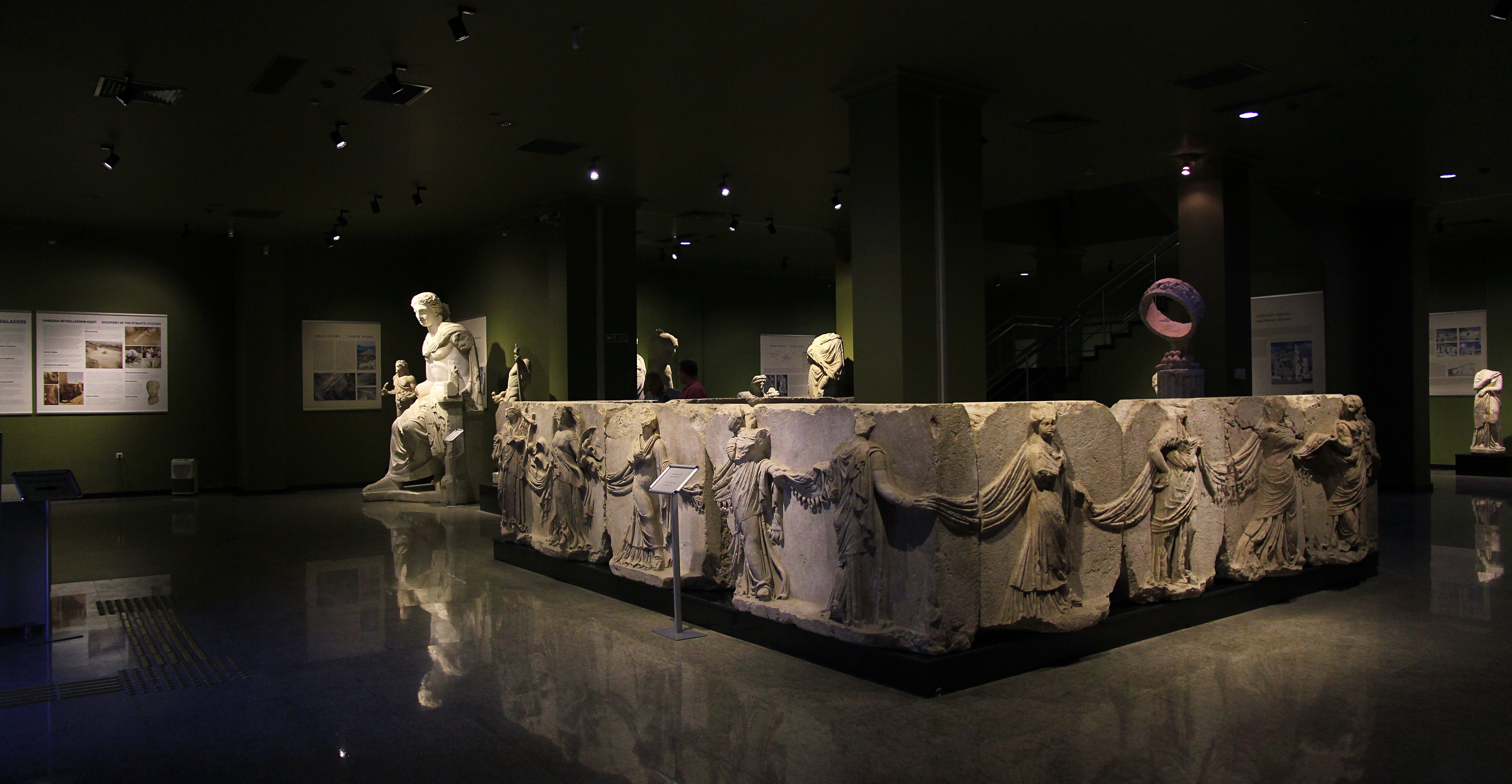
Exemple de chaine par la tenue des voiles par les mains, socle de sanctuaire avec bas-reliefs, Musée Burdur, 25 av. J.-C. à 14 ap. J.-C.

La danse en chaine est une forme de danse remontant à la plus haute Antiquité. Les danseurs y évoluent en se tenant par les mains, les épaules, la taille, ou par l'intermédiaire d'un mouchoir ou d'un voile, en étant soit côte à côte, soit l'un derrière l'autre.

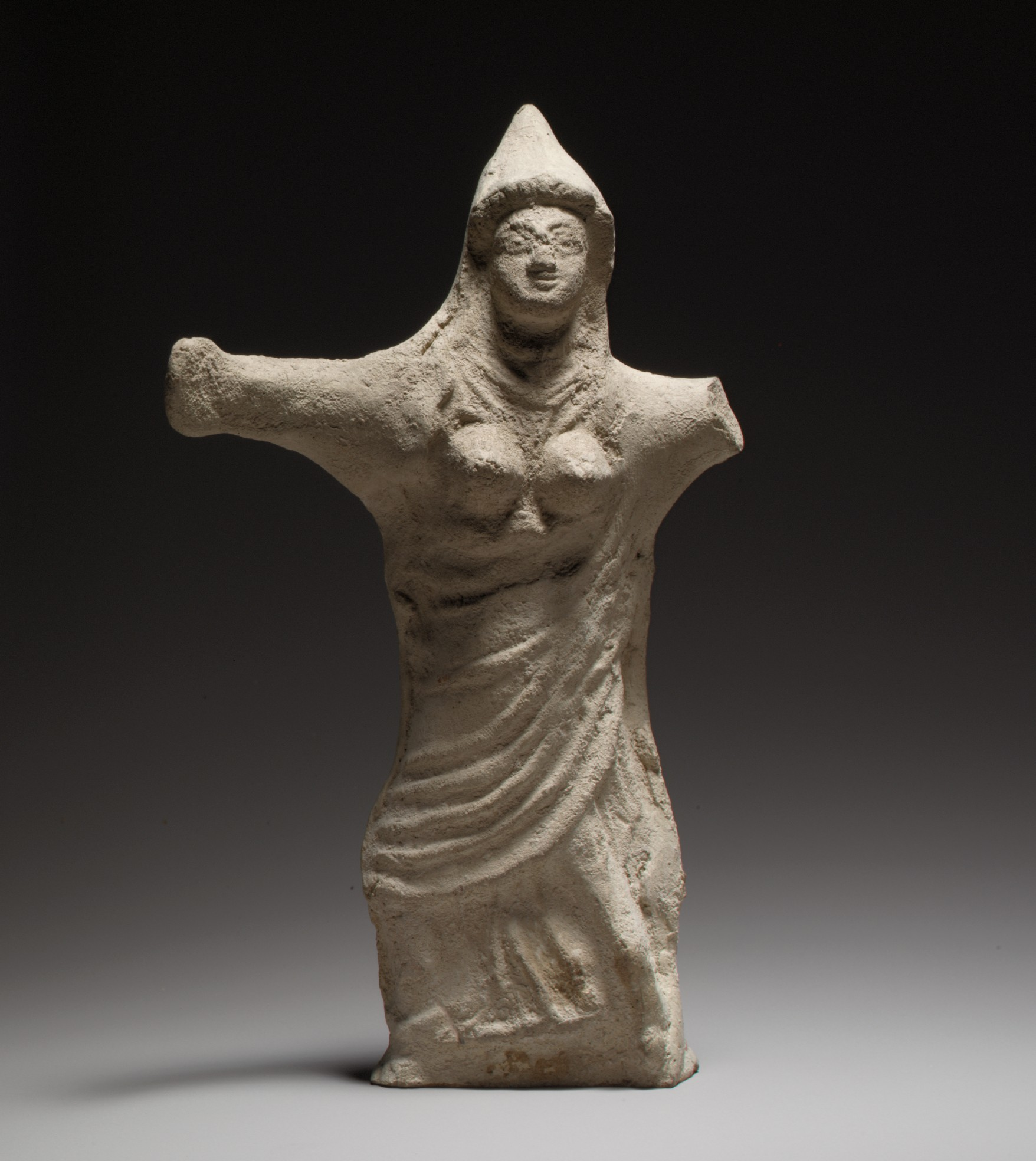
Membre d'une danse en chaine, terre cuite, Chypre, au

## Histoire
Cette forme de danse, très primitive, se retrouve dans toutes les sociétés, de l'Antiquité au XXIe siècle.
Il arrive qu'elle soit abandonnée ; ainsi J.M. Hiribarren note-t-il, en 1853, une remarque d'un Père Clément (1696-1781) : « Revenant de Paris, il vit avec peine que les habitants d’Ascain fuyaient la danse en chaîne : jusqu’alors, le dimanche, tous, en rangs, couvrant les abords de la place, se tenaient debout, débordant de joie, les vieux tendant des mouchoirs aux jeunes. Le vieillard le plus âgé prenait la tête, Un rameau de laurier à la main ; c’est lui qui tendait le mouchoir au suivant. Et les autres de le suivre en sautant. »

## Forme de base

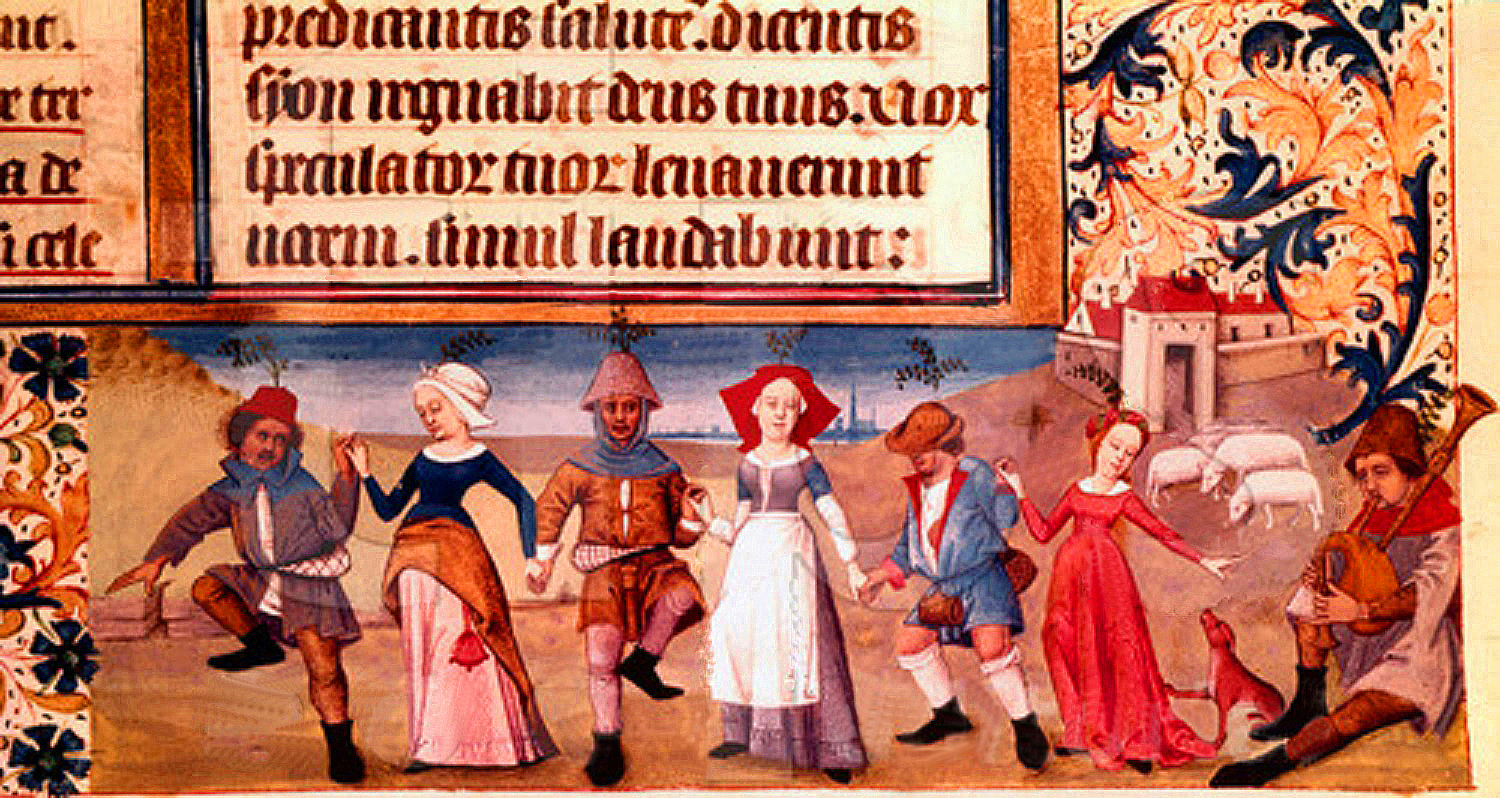
Chaine ouverte. Enluminure du XVe siècle.

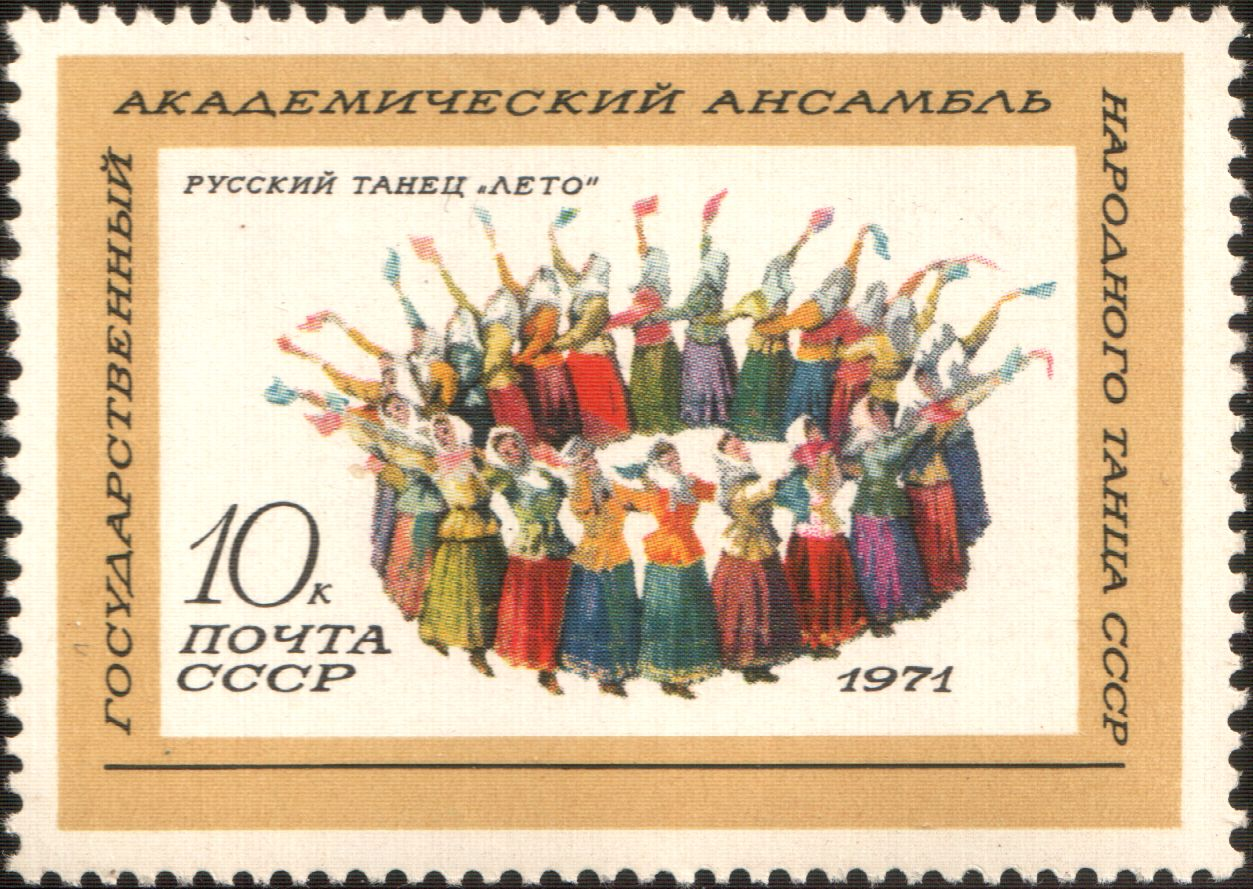
Timbre-poste représentant une chaine fermée, U.R.S.S., 1971.

La chaine est dite ouverte lorsque le dernier participant à la chaine ne rejoint pas le premier. La farandole en est un exemple.
Elle est dite fermée lorsque, dernier et premier participants se rejoignant, la chaine forme une ronde comme dans le branle.
Dans les deux cas, cette forme de danse, qui privilégie le contact entre les corps, renforce la cohésion du groupe. 
Elle se retrouve particulièrement dans les danses populaires et convient particulièrement pour les enfants, les pas chorégraphiés étant généralement fort simples.
Le contact entre les danseurs différencie la danse en chaine de la danse en ligne.

## Autres formes
- Chaine anglaise : dans une chaine fermée, un danseur, faisant face, dépasse un partenaire en lui tendant la main droite, puis fait de même avec le suivant en lui tendant la main gauche, et la progression continue de partenaire en partenaire jusqu'au retour à la place de départ ; dans le quadrille français, deux couples, placés vis-à-vis les unes des autres, changent de places et reviennent, selon Desrat.
- Chaine brisée : les danseurs interrompent ou brisent la chaine pour changer les figures de danse dans lesquelles la chaine se convertit brusquement en ronds, en lignes, en parallèles comme dans les figures du cotillon[4].

## «Danser dans les chaines»
Cette métaphore n'a pas de rapport avec la danse en chaine. Il s'agit d'une expression de Voltaire qui a été reprise par Nietzsche dans son texte Le Voyageur et son ombre (Der Wanderer und sein Schatten) pour l'aphorisme 140 au sens de « se rendre la tâche difficile, puis répandre par-dessus l’illusion de la légèreté, tel est le talent qu’ils veulent nous montrer. Chez Homère déjà on peut déceler une quantité de formules héritées et de lois du récit épique dans les limites desquelles il lui fallait danser ; et lui-même créa de nouvelles conventions pour ceux qui viendraient après lui. ».